# Hugier
Hugier ist eine Gemeinde im französischen Département Haute-Saône in der Region Bourgogne-Franche-Comté.

## Geographie
Hugier liegt auf einer Höhe von 235 m über dem Meeresspiegel, sechs Kilometer nordwestlich von Marnay und etwa 25 Kilometer westnordwestlich der Stadt Besançon (Luftlinie). Das Dorf erstreckt sich im Süden des Départements, in einer Mulde im Quellgebiet des Ruisseau de la Fontaine de Magney in den südwestlichen Ausläufern der Monts de Gy.
Die Fläche des 7,08 km² großen Gemeindegebiets umfasst einen Abschnitt der leicht gewellten Landschaft zwischen den Talebenen von Ognon im Süden und Saône im Norden. Der zentrale Teil des Gebietes wird von der breiten Mulde von Hugier eingenommen, die durchschnittlich auf 230 m liegt. Sie wird durch den Ruisseau de la Fontaine de Magney nach Süden zum Ognon entwässert. Das Gebiet wird überwiegend landwirtschaftlich genutzt. Im Südosten wird die Mulde von der Anhöhe des Bois de Bay (bis 280 m) begrenzt. Nach Nordwesten erstreckt sich das Gemeindeareal über einen sanft ansteigenden Hang auf den Höhenrücken des Mont, der aus tertiären Sedimenten aufgebaut ist. Mit 302 m wird hier die höchste Erhebung von Hugier erreicht. Mit einem schmalen Zipfel reicht der Gemeindeboden nach Südwesten und umfasst den bewaldeten Höhenrücken des Bois du Bège (285 m).
Nachbargemeinden von Hugier sind Bonboillon und Tromarey im Norden, Cult im Osten, Bay und Sornay im Süden sowie Motey-Besuche und Chancey im Westen.

## Geschichte
Erstmals urkundlich erwähnt wird Hugier im Jahr 1173, als die Ortschaft dem Prämonstratenserkloster Corneux geschenkt wurde. Im Mittelalter gehörte Hugier zur Freigrafschaft Burgund und darin zum Gebiet des Bailliage d’Amont. Zusammen mit der Franche-Comté gelangte das Dorf mit dem Frieden von Nimwegen 1678 definitiv an Frankreich. Seit 2002 ist Hugier Mitglied des 15 Ortschaften umfassenden Gemeindeverbandes Communauté de communes de la Vallée de l’Ognon.

## Sehenswürdigkeiten
Die Kirche Saint-Médard wurde im 18. Jahrhundert erbaut und besitzt einen reich geschnitzten Holzaltar. In der Ortschaft sind zahlreiche Häuser aus dem 16. bis 18. Jahrhundert erhalten, die den charakteristischen Stil der Haute-Saône zeigen. Das Lavoir, das einst als Waschhaus und Viehtränke diente, wurde um 1853 errichtet.

## Bevölkerung
| Jahr                       | 1962 | 1968 | 1975 | 1982 | 1990 | 1999 |
| Einwohner                  | 71   | 74   | 69   | 74   | 70   | 81   |
| Quellen: Cassini und INSEE |      |      |      |      |      |      |

Mit 118 Einwohnern (1. Januar 2022) gehört Hugier zu den kleinsten Gemeinden des Département Haute-Saône. Nachdem die Einwohnerzahl in der ersten Hälfte des 20. Jahrhunderts deutlich abgenommen hatte (1886 wurden noch 218 Personen gezählt), wurde seit Beginn der 1990er Jahre wieder ein leichtes Bevölkerungswachstum verzeichnet.

## Wirtschaft und Infrastruktur
Hugier war bis weit ins 20. Jahrhundert hinein ein vorwiegend durch die Landwirtschaft (Ackerbau, Obstbau, Weinbau und Viehzucht) geprägtes Dorf. Außerhalb des primären Sektors gibt es nur wenige Arbeitsplätze im Dorf. Einige Erwerbstätige sind auch Wegpendler, die in den größeren Ortschaften der Umgebung ihrer Arbeit nachgehen.
Die Ortschaft liegt abseits der größeren Durchgangsachsen an einer Departementsstraße, die von Sornay nach Bonboillon führt. Weitere Straßenverbindungen bestehen mit Chancey, Motey-Besuche und Cult.